# Херес-де-ла-Фронтерська діоцезія
Хе́рес-де-ла-Фронте́рська діоце́зія (лат. Dioecesis Assidonensis-Ierezensis; ісп. Diócesis de Jerez de la Frontera) — діоцезія римського обряду Католицької церкви в Іспанії, з центром у місті Херес-де-ла-Фронтера.  Входить до складу Севільської церковної провінції. Суфраганна діоцезія Севільської архідіоцезії. Заснована 3 березня 1980 року. Голова — єпископ Херес-де-ла-Фронтерський. Центральний храм — Херес-де-ла-Фронтерський собор.  Площа — 3,928 км². Населення — 507,331 ос.; з них католики — 449,914 ос. (88.7%). Чинний голова — Хосе Масуелос Перес, єпископ Херес-де-ла-Фронтерський.

## Єпископи
- Хосе Масуелос Перес

## Статистика
Згідно з «Annuario Pontificio» і Catholic-Hierarchy.org:
| Рік  | Населення | Населення | Населення | Священики | Священики | Священики | Священики           | Диякони | Ченці    | Ченці | Парафії |
| Рік  | католики  | загалом   | %         | загалом   | секулярні | ченці     | вірних на священика | Диякони | чоловіки | жінки | Парафії |
| ---- | --------- | --------- | --------- | --------- | --------- | --------- | ------------------- | ------- | -------- | ----- | ------- |
| 1990 | 433.000   | 462.390   | 93,6      | 144       | 91        | 53        | 3.006               |         | 109      | 374   | 80      |
| 1999 | 432.800   | 480.970   | 90,0      | 175       | 90        | 85        | 2.473               | 6       | 149      | 555   | 80      |
| 2000 | 441.300   | 490.320   | 90,0      | 173       | 92        | 81        | 2.550               | 7       | 153      | 539   | 83      |
| 2001 | 449.993   | 499.993   | 90,0      | 170       | 87        | 83        | 2.647               | 7       | 154      | 379   | 79      |
| 2002 | 439.967   | 488.853   | 90,0      | 158       | 88        | 70        | 2.784               | 8       | 129      | 446   | 80      |
| 2003 | 442.394   | 488.853   | 90,5      | 154       | 91        | 63        | 2.872               | 12      | 127      | 453   | 80      |
| 2004 | 445.361   | 500.653   | 89,0      | 161       | 94        | 67        | 2.766               | 13      | 126      | 468   | 80      |
| 2006 | 449.914   | 507.331   | 88,7      | 158       | 93        | 65        | 2.847               | 18      | 124      | 490   | 73      |
| 2013 | 457.652   | 542.699   | 84,3      | 145       | 100       | 45        | 3.156               | 16      | 80       | 418   | 84      |